# Neukalen
Neukalen é um município da Alemanha, situado no distrito de Mecklenburgische Seenplatte, no estado de Mecklemburgo-Pomerânia Ocidental. Tem 46,84 km² de área, e sua população em 2019 foi estimada em 1.741 habitantes.